# Мягкотелый (рассказ)
«Мягкотелый» ― рассказ русского советского писателя Михаила Александровича Шолохова, написанный в 1927 году.

## Публикации
Впервые рассказ «Мягкотелый» опубликован в литературно-художественном альманахе «Молодость». Кн.1, М., Молодая гвардия. 1927. С.245―252.

## Сюжет
В основе сюжета произведения, в котором затронута тема раскола общества и разорванных родственных связей как непосредственные следствия Гражданской войны, рассказ о случайной встрече в поезде двоюродных братьев ― работника окружного комитета комсомола Игната Ушакова и бывшего белогвардейца Владимира, служившего в контрразведке Добровольческой армии. Владимир, рассказывая о своей судьбе Игнату, просит не выдавать его ГПУ, ссылаясь на жену и двухлетнюю дочь, и Ушаков, размягчённый детскими воспоминаниями, решает выполнить его просьбу. Однако Владимир очень скоро исчезает из поезда, оставив Игнату записку: «…Я травленный волк и знаю, что в наше время не только двоюродному брату, но и отцу родному доверяться нельзя». Одновременно раскрывается его обман: представленная в качестве жены молодая женщина и её двухлетняя дочь оказываются случайными попутчиками Владимира.

## Прототипы
В рассказе «Мягкотелый» для героя Владимира прототипом послужил Александр Иванович Сергин, двоюродный брат Михаила Александровича Шолохова.
Импульсом к созданию рассказа была встреча М. А. Шолохова с двоюродным братом Александром Ивановичем Сергиным, о которой он сообщил жене 13 августа 1926 года:
Во вторник отец уехал в Царицын, а я остался у тёти. К моему счастью, из Феодосии (Крым) в Михайловку приехал гостить мой двоюродный брат (родной брат Ванюшки Сергина) Александр, с которым я связан целой сетью воспоминаний с самого раннего детства. Ведь он был моим «дядькой», не в смысле родства, а в воспитании. Так что эти дни мы провели с ним не скучно. Его я не видел 9 лет, он служил Добровольческой армии, одно время мы все считали его пропавшим без вести, и вдруг, представь моё изумление, когда увидел его с женой-гречанкой и девчушкой 2-х лет.
Своему сыну Михаилу М. А. Шолохов рассказывал:
У тётке моей, у твоей бабки двоюродной, Ольги Михайловны ― четыре сына. Иван, Валентин, Александр и Владимир. Трое ― бойцы Добровольческой армии, а Валентин ― красный. Сашке с Владимиром в то время на Дону не было <...> кроме Сашки, все погибли....
О подробностях взаимоотношений М. А. Шолохова и Сергина со слов писателя сообщал И. Г. Лежнев:
К малолетнему Мише был представлен в качестве няньки (или «дядьки») сын Ольги Михайловны, Александр Иванович Сергин, тогда ещё подросток Шура. Отец Миши целый день был занят своими делами. Мать хлопотала по хозяйству, и чтобы ребёнку не оставаться одному, чтоб не обижали его хуторские ребята, Шура наблюдал за малышом, безотлучно состоял при нём. Двоюродные братья очень сдружились в детства, привязались друг к другу.

## Персонажи
- Владимир ― двоюродный брат Игната Ушакова, бывший белогвардеец, сотрудник контрразведки, которого разыскивает ГПУ.

- Молодая женщина ― безымянная попутчица Владимира и Игната Ушакова, которую Владимир выдаёт за свою жену.

- Тамара ― малолетняя дочь молодой женщины, которую Владимир выдаёт за свою дочь.

- Ушаков Игнат ― сотрудник окружного комитета комсомола, едет в Москву; в поезде случайно встречает своего двоюродного брата, бывшего белогвардейца, который, обманув его, скрывается.